# Oliver Mowat
Sir Oliver Mowat GCMG PC QC (Kingston, 22 de julho de 1820 – Toronto, 19 de abril de 1903) foi um advogado e político canadense pertencente ao Partido Liberal, um dos Pais da Confederação do Canadá. Mowat serviu como primeiro-ministro de Ontário por 24 anos de 1872 a 1896, depois disso ocupando a posição de tenente-governador da província a partir de 1897 até sua morte. Ele era capaz de realizar grandes manobras políticas a fim de permanecer no poder, construindo uma base política formada por Liberais, católicos, sindicalistas e anglófonos que não confiavam em políticos da província de Quebec. Ele é mais lembrando por seus confrontos com seu rival e ex-tutor o primeiro-ministro John A. Macdonald.